# Tiszaszalka
Tiszaszalka is een plaats (község) en gemeente in het Hongaarse comitaat Szabolcs-Szatmár-Bereg. Tiszaszalka telt 953 inwoners (2001).